# Monte Cristallo (Ortler)
De Monte Cristallo (Duits: Hohe Schneide) is een 3431 meter hoge berg op de grens van de Noord-Italiaanse regio's Trentino-Zuid Tirol en Lombardije.
De berg ligt in het westelijke deel van het Ortlermassief. Het is een geliefde uitzichtsberg in het Nationaal Park Stelvio. Ten noorden van de Monte Cristallo ligt de bekende Stelviopas en het gelijknamige zomerskigebied. Door deze weg en de van hier uit vertrekkende bergbanen is de berg gemakkelijk te bereiken. Ten oosten van de berg ligt de karakteristieke bergketen Cresta della Reit en in het zuiden het ongerepte Valle dello Zebrù.
De top is te bereiken vanaf de berghut Piccolo Rifugio Livrio (3174 m). Vandaar voert de tocht via de gletsjer Vedretta Piana en de oostgraat naar de top. De bestijging van de Monte Cristallo neem 1½ tot 4 uur in beslag, dit hangt af van het wel of niet gebruiken van skiliften.